# Ouled Si Slimane
Ouled Si Slimane là một thị trấn thuộc tỉnh Batna, Algérie. Dân số thời điểm năm 2002 là 11.406 người.